# Павао Павлічич
Павао Павлічич (хорв. Pavao Pavličić; *16 серпня 1946, Вуковар, СФРЮ, тепер Хорватія) — хорватський письменник (пише як для дорослих, так і дітей), літературознавець, перекладач.

## З біографії та творчості
Закінчив філософський факультет Університету в Загребі (спеціальність порівняльне літературознавство / італістика), захистив там же дисертацію, і з 1970 року викладає в alma mater.
З 1997 року Павлічич — повний член Хорватської академії наук і мистецтв.
У літературу Павао Павлічич увійшов наприкінці 1960-х років — переважно численними збірками оповідань і новел. Прозові твори Павлічича можна охарактеризувати як постмодерністські. Творчості письменника притаманна увага до сюжету, оповіді, читача. Сюжет низки оповідань письменника — детективний.
Павао Павлічич також є автором численних студій у галузі теорії літератури та історії (давньої) хорватської літератури, публікацій у пресі, книжок для дітей та сценаріїв.
2015 року отримав Премію Владимира Назора за значні досягнення у літературі.